# Филафани (тканине фила)
Филафани или тканине фила су "сликане тканине" заступљене код народа Сенуфо (Обала Слоновача). 

## Израда
Тканине су најпре добијене спајањем дугих трака и тек када је добијена права величина, тканине су се осликавале. Осликавање су углавном радили мушкарци збох култног карактера ових тканина.
Тканина се прво осликава жућкастим, биљним раствором, а потом се цела потапа у блато. Улога биљног раствора је да фиксира блато за тканину на местима где је исцртан цртеж. 

## Значење
Филафани потврђују да су Африканци изражавали духовна и религиозна осећања ликовним знаком. На филафанима су чество заступљене маскиране и костимиране људске фигуре, маске тајних мушких друштава Поро и Ло, као и женског друштва Сандо.
Одећа која је прављена од филафана користила се у обредним ритуалима, а ретко у свакодневном животу.

## Сличност са боголанфинима
Филфани имају доста случних карактеристика са боголанфинима из културе Манде. Главна разлика је што филфане осликавају мушкарци Сенуфо народа, док боголанфине осликавају жене из Манде културе.